# Mutilations non élucidées de bétail
 (décembre 2015).
Si vous disposez d'ouvrages ou d'articles de référence ou si vous connaissez des sites web de qualité traitant du thème abordé ici, merci de compléter l'article en donnant les références utiles à sa vérifiabilité et en les liant à la section « Notes et références ».
La mutilation de bétail est un phénomène où des animaux (généralement des vaches, des moutons ou des chevaux) sont retrouvés morts et mutilés dans des circonstances anormales. Ce phénomène est caractérisé par différents éléments inexpliqués tels que la précision chirurgicale de la mutilation, le drainage complet du sang de l'animal, l'ablation de certains organes internes et des organes sexuels. Ce phénomène est répertorié dans différents endroits du monde, notamment aux États-Unis, depuis le début des années 1970.
Différentes hypothèses ont été émises sur l'origine de ce phénomène : décomposition, prédateurs (animaux ou cryptides), extraterrestres, rituels satanistes ou organismes secrets. Les mutilations de bétail ont été l'objet de deux enquêtes fédérales indépendantes aux États-Unis.

## Histoire
Le plus ancien foyer de mutilation animale documenté remonte au début de l'année 1606 « (...) aux environs de Londres et dans les comtés limitrophes. Des massacres de moutons ont été constatés qui ont concerné jusqu'à 100 moutons. Les cadavres avaient perdu leur graisse et certains organes internes, mais restaient la carcasse et la toison. Plusieurs hypothèses ont été avancées, celle de feux d'artifice étant prédominante. Ce foyer a été noté dans les rapports officiels de la Cour de Jacques I d'Angleterre. »
Charles Hoy Fort a recensé plusieurs cas de mutilations animales qui se sont produites en Angleterre à la fin du XIXe et au début du XXe siècle.
John Keel a mentionné des cas de mutilations constatés en 1966 dans l'Upper Ohio River Valley, aux environs de Gallipolis dans l'Ohio. 
Le phénomène est resté assez peu connu en dehors des communautés d'éleveurs jusqu'en 1967 quand le journal quotidien Pueblo Chieftain de Pueblo (Colorado) a publié une histoire au sujet d'un cheval nommé « Lady » près d'Alamosa (Colorado) qui avait été mystérieusement tué et mutilé. L'histoire a été largement reprise dans la presse nationale ; c'est ce cas qui est à l'origine des premières théories associant des extraterrestres et des ovnis aux mutilations.

### Le cas de «Lady»
Le 9 septembre 1967, Agnes King et son fils Harry ont trouvé le cadavre de leur cheval « Lady » âgé de trois ans. La tête de Lady avait été dépecée et le corps de l'animal comportait des incisions qui selon Agnes King étaient très précises. Aucune trace de sang n'a été trouvé sur les lieux ; par contre l'odeur de produits pharmaceutiques était remarquable.

### Cas postérieurs
Le sénateur démocrate Floyd K. Haskell a pris contact avec le FBI en 1975 afin qu'une enquête soit menée. Il a indiqué que 130 mutilations de bétail avait eu lieu dans le seul état du Colorado et davantage encore dans neuf autres états. Un rapport du FBI en 1979 a indiqué que selon les investigations de la police de l'État du Nouveau-Mexique, le nombre de mutilations était estimé à 8 000 dans le seul Colorado, pour environ 1 million de dollars de dommages.
En 1993, un témoignage documenté par des photos a fait surface : il concernait la mutilation d'un être humain en 1988 près de Guarapiranga au Brésil. Un rapport d'autopsie a conclu que la mutilation avait lieu alors que la victime était en vie et que la cause de la mort était une crise cardiaque. L'identité de la victime n'a pas été rendue publique. Une enquête indépendante postérieure a cependant conclu que la cause de la mort était naturelle.

## Théoriciens ufologues
- Linda Moulton Howe